# Баденге
Баденге́ (фр. Badinguet) — насмешливое прозвище французского императора Наполеона III: так звали каменщика, в платье и под именем которого принц Людовик Наполеон бежал 25 мая 1846 года из Гамской цитадели (фр. Forteresse de Ham).
Его супруга, императрица Евгения, соответственно получила прозвище «Баденге́тт» или «Баденгетта» (Badinguette). Баденгетта — также название сатирических песенок о Наполеоне III.

## История
В 1840 году, когда правительство Луи-Филиппа своим решением перевезти тело Наполеона I во Францию само дало новый толчок распространению наполеоновского культа, Людовик Наполеон счёл своевременным повторить попытку захвата власти. Он нанял пароход, организовал в Лондоне экспедицию и, привлекши на свою сторону нескольких офицеров булонского гарнизона, 6 августа 1840 года высадился в Булони. Но солдаты первого же полка, которому он представился, арестовали его и его сторонников и предали суду палаты пэров. Пэры приговорили его к не существовавшему во французском кодексе наказанию: пожизненному тюремному заключению без ограничения прав, и посадили в Гамскую цитадель, где он провёл 6 лет.
25 мая 1846 года Людовик Наполеон, переодевшись в робу каменщика, с доской на плече, успел, при помощи друзей, бежать из крепости и перебраться в Англию.